# 杨超 (导演)
杨超（1974年1月6日—），河南信阳人，现居北京，中国电影导演、编剧，他是中国电影导演协会会员、中国戏曲学院导演系影视导演专业教研室主任。

## 生平
从小在铁路家庭长大。毕业于北京电影学院导演系，同班同学有贾樟柯、徐浩峰和赵亮（《悲兮魔兽》的导演）等人。他的毕业作品是一部名叫《待避》的30分钟短片，曾在戛纳电影节获奖。首部长片处女作《旅程》赢得戛纳电影节金摄影机奖。第二部电影长片《长江图》入围第66届柏林电影节主竞赛单元。